# Nicó (metge)
Nicó (en llatí Nicon, en grec Νίκων) va ser un metge grec que Ciceró menciona l'any 45 aC, del qual diu que va ser el tutor de Sext Fadi (Sextus Fadius), i que havia escrit el llibre intitulat en grec Περὶ Πολυφαγίαζ, i en llatí anomenat De Edacitate. Segurament és la mateixa persona que Appuleu Cels esmenta sota el nom de Micó.